# Nazionale maschile under 21 di calcio della Bielorussia
La Nazionale di calcio bielorussa Under-21 è la rappresentativa calcistica Under-21 della Bielorussia ed è posta sotto la Federazione calcistica bielorussa. La squadra partecipa al campionato europeo di categoria che si tiene ogni due anni.

## Partecipazioni ai tornei internazionali

### Europeo U-21
Fino al 1991 la Bielorussia non aveva una propria nazionale in quanto lo stato bielorusso era inglobato nell'Unione Sovietica. Esisteva, quindi, un'unica nazionale che rappresentava tutta l'Unione Sovietica. Dopo la dissoluzione dell'Unione Sovietica ogni nazione creò la propria nazionale.
- 1996: Non qualificata
- 1998: Non qualificata
- 2000: Non qualificata
- 2002: Non qualificata
- 2004: Primo turno
- 2006: Non qualificata
- 2007: Non qualificata
- 2009: Primo turno
- 2011: Terzo posto
- 2013: Non qualificata
- 2015: Non qualificata
- 2017: Non qualificata
- 2019: Non qualificata
- 2021: Non qualificata
- 2023: Non qualificata

## Tutte le rose
Campionato d'Europa Under-21 UEFA 20041 Žaŭnoŭ, 2 Tarasenka, 3 Molaš, 4 Saščėka, 5 Baha, 6 Pankavec, 7 Sučkoŭ, 8 Karnilenka, 9 V. Hleb, 10 A. Hleb, 11 Kalačoŭ, 12 J. Cyhalka, 13 Sokal, 14 Kancavy, 15 Ražkoŭ, 16 Šmihera, 17 M. Cyhalka, 18 Bjahanski, 19 Kirėnkin, 20 Kiryl'čyk, 21 Škabara, 22 Lohvinaŭ, CT: Puntus
Campionato d'Europa Under-21 UEFA 20091 Časnoŭski, 2 Asipovič, 3 Martynovič, 4 Šytaŭ, 5 Bardačoŭ, 6 Balanovič, 7 Kryvec, 8 Valadz'ko, 9 Kovel', 10 Komaroŭski, 11 Afanas'eŭ, 12 Hamel'ko, 13 Sačyiŭka, 14 Pucila, 15 Kisljak, 16 Veracila, 17 Hihevič, 18 Verchaŭcoŭ, 19 Januškevič, 20 Jurčanka, 21 Sivakoŭ, 22 Kavaleŭski, 23 Čuchlej, CT: Kurnenin
Campionato d'Europa Under-21 UEFA 20111 Hutar, 2 Drahun, 3 Macvejčyk, 4 Palicevič, 5 Baha, 6 Astravuch, 7 Sivakoŭ, 8 Bukatkin, 9 Skavyš, 10 Perapečka, 11 Varankoŭ, 12 Hamel'ko, 13 Njachajčyk, 14 Ryžko, 15 Rėkiš, 16 Hardzjajčuk, 17 Hajdučyk, 18 Paljakoŭ, 19 Savasc'janaŭ, 20 Veracila, 21 Filipenka, 22 Huščanka, 23 Chvaščynski, CT: Kandrac'eŭ